# Jade Downie-Landry
Jade Downie-Landry (née le 3 octobre 1995 à Saint-Jean-sur-Richelieu au Québec) est une joueuse canadienne de hockey sur glace. Elle joue au poste d'attaquante.

## Biographie

### Jeunesse et carrière universitaire
Downie-Landry joue au hockey pour le Collège Dawson. Considérant alors le sport que comme un passe-temps, elle s'impose rapidement avec l'équipe et est nommée joueuse par excellence dans sa saison séniore. Elle est recrutée pour jouer aux États-Unis, mais reste à Montréal pour rester près de son père atteint de leucémie. Elle joue au hockey universitaire avec l'équipe des Martlets de McGill où elle étudie en psychologie puis en éducation physique. Elle joue cinq saisons avec l'équipe, en plus d'une annulée par la pandémie de Covid-19 où elle n'a pas accès aux salles d'entrainement de l'équipe. Durant sa dernière année avec l'équipe, elle domine le circuit universitaire en but et en points. Nommée pour le titre de joueuse la plus utile en compagnie de Tianna Ko, Gabrielle De Serres et Shae Demale, elle remporte le trophée Brodrick. Elle est aussi nommée athlète féminine de l'année pour les Martlets.

### Carrière professionnelle
L'année suivante, Downie-Landry fait le saut chez les professionnels en s'engageant avec la Force de Montréal dans la FPH après avoir considéré la retraite, faute d'opportunités. Elle s'établit alors rapidement comme l'une des meilleure pointeuse de la ligue grâce à une chimie avec Ann-Sophie Bettez. Elle finit la saison comme la joueuse avec le plus de points de l'équipe. Cette nouvelle ligue disparait cependant l'année suivante et est remplacée par la LPHF. Toutes les équipes sont dissoutes et de nouvelles sont créées à leur place et les joueuses doivent passer par un repêchage. Downie-Landry est alors choisie par la formation de New York au 52e rang. Le 1er novembre 2023, elle devient la première joueuse issue de la FPH à signer un contrat dans la LPHF ainsi que la deuxième pour l'équipe new-yorkaise,.

## Statistiques
| Saison    | Équipe             | Ligue    |                   | Saison régulière  | Saison régulière  | Saison régulière  | Saison régulière  | Saison régulière |   | Séries éliminatoires | Séries éliminatoires | Séries éliminatoires | Séries éliminatoires | Séries éliminatoires |
| Saison    | Équipe             | Ligue    | PJ                | B                 | A                 | Pts               | Pun               | PJ               | B | A                    | Pts                  | Pun                  |                      |                      |
| 2013-2014 | Blues de Dawson    | LHCQ     | 20                | 10                | 8                 | 18                |                   | 6                | 4 | 2                    | 6                    |                      |                      |                      |
| 2014-2015 | Blues de Dawson    | LHCQ     | 31                | 36                | 26                | 62                |                   | -                | - | -                    | -                    | -                    |                      |                      |
| 2015-2016 | Blues de Dawson    | LHCQ     | 24                | 28                | 35                | 63                |                   | -                | - | -                    | -                    | -                    |                      |                      |
| 2016-2017 | Martlets de McGill | CIS      | 16                | 8                 | 7                 | 15                | 26                | -                | - | -                    | -                    | -                    |                      |                      |
| 2017-2018 | Martlets de McGill | U Sports | 18                | 6                 | 10                | 16                | 18                | 3                | 4 | 3                    | 7                    | 8                    |                      |                      |
| 2018-2019 | Martlets de McGill | U Sports | 20                | 5                 | 18                | 23                | 26                | 4                | 3 | 5                    | 8                    | 8                    |                      |                      |
| 2019-2020 | Martlets de McGill | U Sports | 15                | 8                 | 10                | 18                | 27                | 4                | 6 | 2                    | 8                    | 8                    |                      |                      |
| 2020-2021 | Martlets de McGill | U Sports | 0                 | 0                 | 0                 | 0                 | 0                 | 0                | 0 | 0                    | 0                    | 0                    |                      |                      |
| 2021-2022 | Martlets de McGill | U Sports | 15                | 14                | 13                | 27                | 20                | 5                | 2 | 1                    | 3                    | 6                    |                      |                      |
| 2022-2023 | Force de Montréal  | FPH      | 24                | 10                | 13                | 23                | 20                | -                | - | -                    | -                    | -                    |                      |                      |
| 2024      | Équipe de New York | LPHF     | Saison en cours ? | Saison en cours ? | Saison en cours ? | Saison en cours ? | Saison en cours ? |                  |   |                      |                      |                      |                      |                      |